# Человек (журнал)
«Человек» (журнал) — российский научный и философский журнал, специализирующийся на представлении результатов комплексных исследований человека в социально-гуманитарных и естественных науках. Издаётся с 1990-го года. Соучредителями журнала выступают Президиум РАН и Институт философии РАН. Периодичность — 6 номеров в год.
Журнал индексируется в наукометрических базах данных Scopus, ERIH PLUS, Crossref, RSCI, входит в ядро РИНЦ и включён в Перечень рецензируемых научных изданий ВАК.

## История журнала
Журнал задумывался как печатный орган в рамках проекта по организации Института человека РАН, автором которого был советский и российский философ, академик И. Т. Фролов. Идею создания нового журнала вместе с И. Т. Фроловым активно поддерживал директор Института философии АН СССР В. С. Степин. 1 апреля 1988 г. они выступили авторами адресованной президенту АН СССР Г. И. Марчуку записки, в которой был поставлен вопрос об организации нового периодического издания.
В ответ на эту инициативу 18 ноября 1988 г. Президиум АН СССР обратился к ЦК КПСС с предложением об открытии журнала «Человек, наука, культура». 21 марта 1989 г. секретариат ЦК КПСС постановил преобразовать ежегодник «Философия и социология науки и техники» в журнал «Человек». Первый номер вышел в 1990 г.

При обсуждении редакционной политики, И. Т. Фролов настаивал на том, «… что издание должно быть солидным, научным и стоять вне политики».

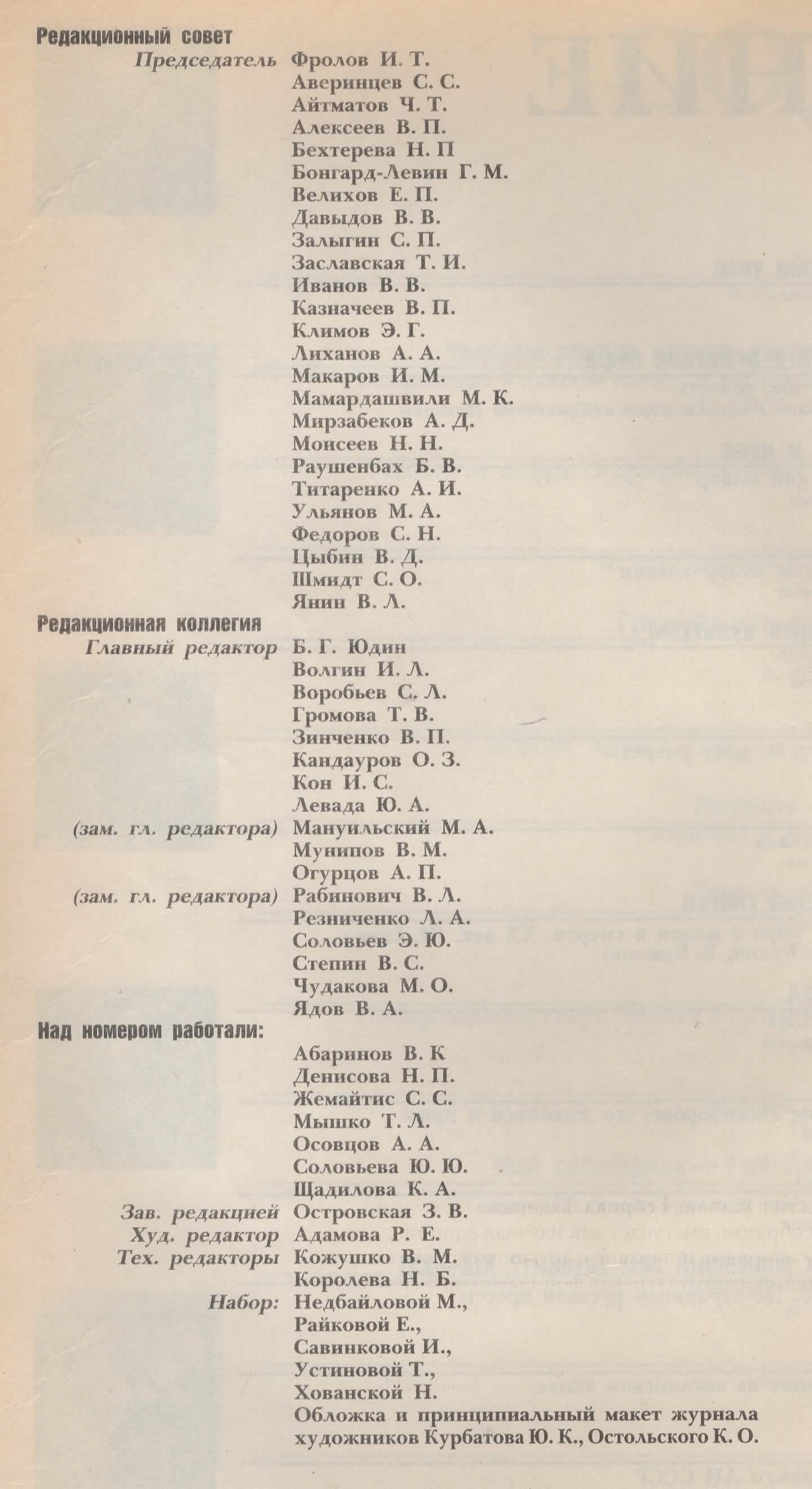
Состав редакционного совета и редакционной коллегии журнала «Человек», 1990 г.

Председателем редакционного совета нового журнала стал И. Т. Фролов. В состав редакционного совета и редакционной коллегии вошли крупнейшие учёные и философы, предметно специализировавшиеся на изучении человека, в том числе: С. С. Аверинцев, В. П. Алексеев, Н. П. Бехтерева, В. В. Давыдов, Т. И. Заславская, В. П. Зинченко, И. С. Кон, Ю. А. Левада, М. К. Мамардашвили, Э. Ю. Соловьёв, В. С. Степин, В. А. Ядов.
Должность заведующего редакцией заняла З. В. Островская.
Первым главным редактором журнала стал Б. Г. Юдин, его заместителем — М. А. Мануильский. В 2018 г. журнал возглавил Р. Г. Апресян. С 2023 г. должность занимает Н. Б. Афанасов.

## Цели журнала
В основе первоначального проекта находилась идея совмещения философской гуманистической проблематики и осмысления научных и технических открытий (НТР), которые оказывали всё большее воздействие на жизнь человека. В общефилософских журналах тех лет антропологическая проблематика находилась на втором плане, что не соответствовало вызовам времени.
Одной из ключевых целей журнала была и остаётся идея собрать под одной обложкой научные работы представителей разных областей знания, написанные понятным образованному человеку языком. Объединяющей концептуальной рамкой при этом должна выступать философия.
Актуальная редакционная политика издания направлена на развитие современной философской антропологии и продолжает программу комплексных исследований человека, которая должна интегрировать естественно-научный и социо-гуманитарный подходы. Журнал приветствует авторские материалы, посвящённые самым актуальным темам и проблемам, обсуждение которых должно помочь современному человеку понять самого себя.

## Рубрики журнала[10]
- Философия человека (Философские проблемы человека. Философская антропология. Проблематика человека в истории философии)

- Научные исследования (Физическая антропология. Проблематика человека в «позитивных» науках — психологии, социологии, биологии, когнитивных науках, нейронауках и т. д. с преимущественным вниманием к передовым исследованиям. Проблематика человека в истории наук)

- Социальные практики (Описание и анализ различных аспектов социокультурных практик (прошлого и настоящего) в проекции к человеку. Политическая антропология. Экономическая антропология. Историческая антропология. Педагогическая антропология)
- Человек в религиях мира (Представления о человеке в различных религиозных учениях. Религиозный опыт прошлого и настоящего)

- Времена. Нравы. Характеры (Описание и анализ нравов, обычаев, персон)
- Символы. Ценности. Идеалы (Описание и анализ нормативных представлений и кодексов, мировоззрений, жизненных учений, гуманистических концепций)

- Образы человека (Человек в художественной литературе и изобразительном искусстве)
- Экстремальная ситуация (Описание и анализ человека в экстремальных ситуациях, реальных или моделируемых)
- Свидетельства (Мемуары, дневники, эпистолярное наследие, архивные документы)
- Обзоры и рецензии
- Новые книги
- Свободная рубрика (Презентации научных центров, общественных проектов, исследовательских групп и коллективов)

## Переводы
В журнале публиковались переводы работ классиков философской антропологии и ведущих исследователей проблем, связанных с человеком, в т.ч.: Н. Лумана, Ф. Фукуямы, Иоанна Дунса Скота, В. П. Зинченко, Д. Деннета, М. Шелера, Э. Эриксона, П. Сингера, Вольтера. 

## Обложка
Ориентация журнала на широкую аудиторию определила практику размещения на обложке номеров репродукций картин, художественно осмысляющих человека.
В разные годы на обложке размещались полотна Р. Магритта, К. Массейса, Дж. Уотерхауса, З. Серебряковой, Г. Кюрбе, П. Пикассо, Б. Мурильо, А. Дюрера, Г. Вуда, П. Филонова, И. Аргунова, А. Каульбаха и др.

## Интересные факты

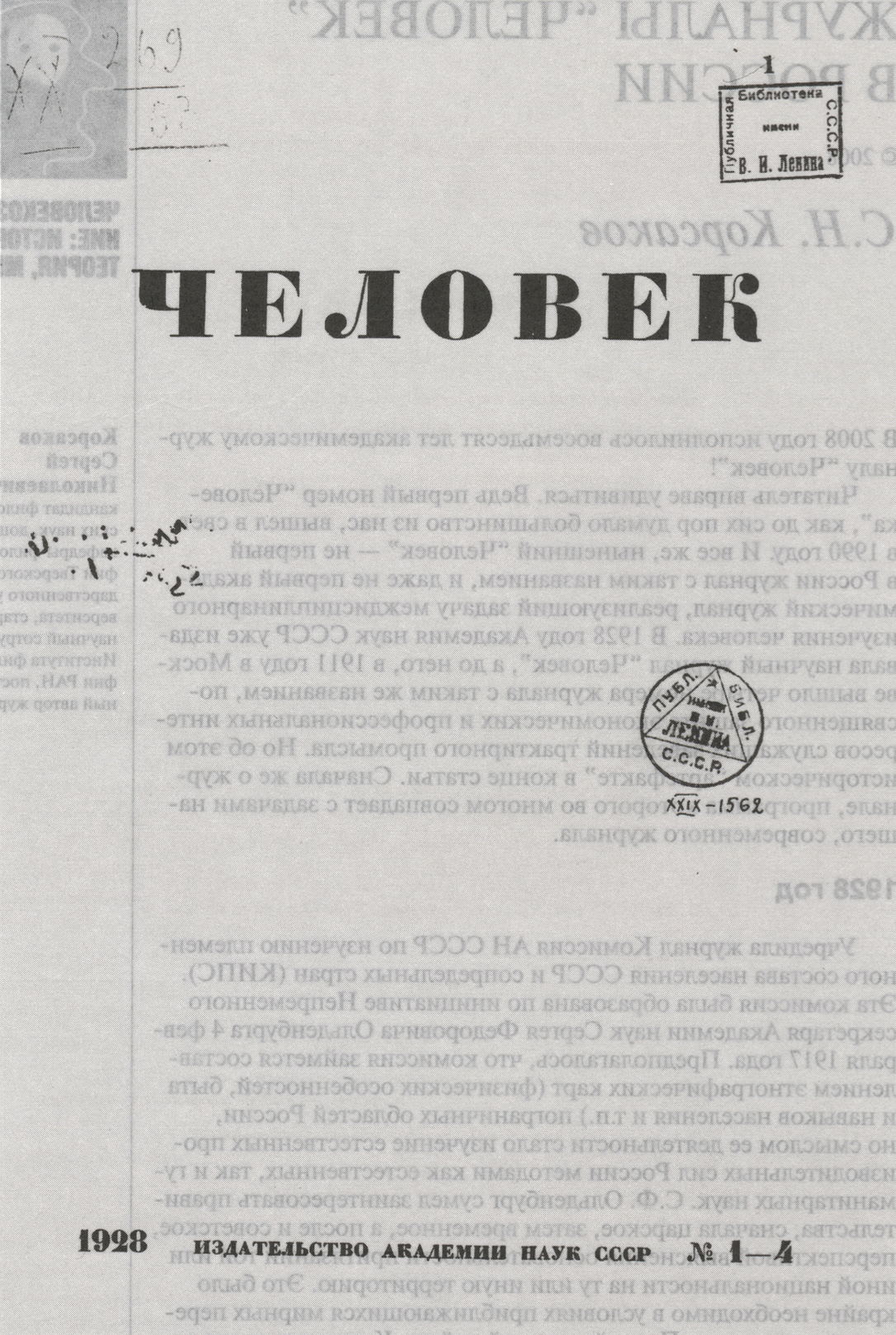
Обложка_Человек_1-4_1928 г.

- В 1911 г. в Москве издавался литературно-публицистический журнал с названием «Человек», освещавший разные аспекты профессиональной жизни сотрудников заведений общественного питания[11].

- В 1928 г. Академия наук СССР издавала журнал «Человек» (главный редактор — С. Ф. Ольденбург), в основе которого лежала схожая концепция, то есть междисциплинарное исследование человека[12].

- В 1988 г. во время обсуждения вопроса о создании нового междисциплинарного журнала были выдвинуты несколько проектов. Журнал мог получить названия «Homo» (В. Л. Рабинович), «Мысль» (А. Ф. Филиппов) или «Человек. Наука. Культура»[13].
- Тираж первого номера журнала за 1990 год составил 15 тыс. экземпляров[13].
- На обложку первого номера помещена репродукция картины Рене Магритта «Репродуцирование запрещено».
- Во втором номере журнала за 1991 г. было опубликовано последнее интервью М. К. Мамардашвили ("Философ может не быть пророком ..."). Републикация вышла в № 2 в 2020 г[14].